# Hyalurga hoppi
Hyalurga hoppi là một loài bướm đêm thuộc phân họ Arctiinae, họ Erebidae.